# Amanda Wyss

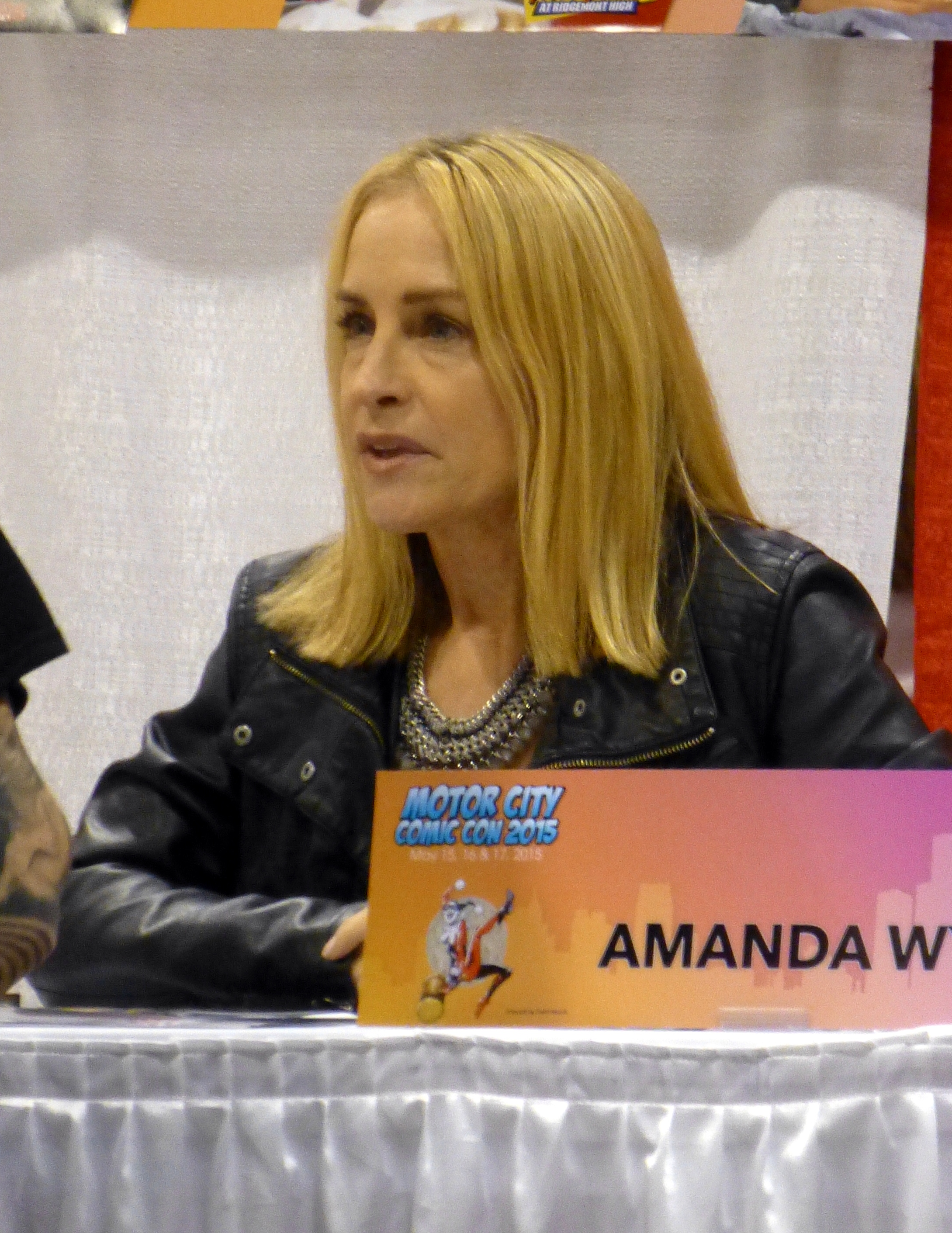
Amanda Wyss (2015)

Amanda Wyss (Manhattan Beach, 24 novembre 1960) è un'attrice statunitense.

## Biografia
Nota per aver interpretato il ruolo di Tina Gray nel film Nightmare - Dal profondo della notte, vive a Los Angeles.

## Filmografia

### Cinema
- Forza: 5 (Force: Five), regia di Robert Clouse (1981)
- Fuori di testa (Fast Times at Ridgemont High), regia di Amy Heckerling (1982)
- Nightmare - Dal profondo della notte (A Nightmare on Elm Street), regia di Wes Craven (1984)
- Silverado, regia di Lawrence Kasdan (1985)
- Sapore di hamburger (Better Off Dead...), regia di Savage Steve Holland (1985)
- Flag, regia di Bill Duke (1986)
- Vampiri (To Die For), regia di Deran Sarafian (1988)
- Oltre la riserva (Powwow Highway), regia di Jonathan Wacks (1989)
- Deadly Innocents, regia di John D. Patterson e Hugh Parks (1989)
- Shakma - La scimmia che uccide (Shakma), regia di Hugh Parks e Tom Logan (1990)
- Son of Darkness: To Die for II, regia di David Price (1991)
- Black Magic Woman, regia di Deryn Warren (1991)
- Desert Steel, regia di Glenn Gebhard (1994)
- Digital Man, regia di Phillip J. Roth (1995)
- Situazione critica (Strategic Command), regia di Rick Jacobson (1997)
- Tupperware Party, regia di Tracey Needham - cortometraggio (1997)
- Marry Me or Die, regia di Bob Hoge (1998)
- Bella! Bella! Bella!, regia di Jeff Van Hanken - cortometraggio (2000)
- Fallacy, regia di Jeff Jensen (2004)
- The Graves, regia di Brian Pulido (2009)
- Impatto fatale (Deadly Impact), regia di Robert Kurtzman (2010)
- The Id, regia di Thommy Hutson (2015)
- Oct 23rd, regia di Paul Santana - cortometraggio (2016)
- 360 Degrees of Hell, regia di B. Harrison Smith - cortometraggio (2016)
- Thing in the Dark, regia di Justin Nelson - cortometraggio (2016)
- Stuck in the Mountains, regia di Leon Melas e Rich Rossi (2017)
- The Hatred, regia di Michael G. Kehoe (2017)
- The Sandman, regia di Peter Sullivan (2017)
- The Capture, regia di Jim Agnew (2017)
- The Watcher of Park Avenue, regia di Ryan Burton - cortometraggio (2017)
- It Happened Again Last Night, regia di Roze e Gabrielle Stone - cortometraggio (2017)
- Big Legend, regia di Justin Lee (2018)
- There's One Inside the House, regia di D.M. Cunningham - cortometraggio (2018)
- Triggered, regia di Christopher Wesley Moore (2019)
- Getting the Kinks Out, regia di Michael Charles Lopez (2019)
- Badland, regia di Justin Lee (2019)
- Rest Stop, regia di Paul Mortsolf - cortometraggio  (2019)
- The Orchard, regia di Michael Caissie (2020)

### Televisione
- Ore 17: quando suona la sirena (When the Whistle Blows) – serie TV, episodio 1x04 (1980)
- The Righteous Apples – serie TV (1980)
- This House Possessed, regia di William Wiard – film TV (1981)

- Buck Rogers (Buck Rogers in the 25th Century) – serie TV, episodio 2x06 (1981)
- ABC Afterschool Specials – serie TV, episodio 10x01 (1981)
- The Other Victim, regia di Noel Black – film TV (1981)
- Jessica Novak – serie TV, episodio 1x02 (1981)
- Cari professori (Teachers Only) – serie TV, episodio 1x04 (1982)
- Star of the Family – serie TV, episodi 1x02-1x04 (1982)
- Il principe delle stelle (The Powers of Matthew Star) – serie TV, episodio 1x13 (1983)
- The Tom Swift and Linda Craig Mystery Hour, regia di Harry Harris – film TV (1983)
- Un assassino in famiglia (A Killer in the Family), regia di Richard T. Heffron – film TV (1983)
- Lone Star, regia di John Flynn – film TV (1983)
- Vita segreta di una madre (My Mother's Secret Life), regia di Robert Markowitz – film TV (1984)
- No Earthly Reason, regia di James Sheldon – film TV (1984)
- Dimensione Alfa (Otherworld) – serie TV, episodio 1x01 (1985)
- Glitter – serie TV, episodio 1x13 (1985)
- A cuore aperto (St. Elsewhere) – serie TV, episodi 4x06-4x10-4x12 (1985-1986)
- Firefighter, regia di Robert Michael Lewis – film TV (1986)
- Something in Common, regia di Glenn Jordan – film TV (1986)
- Cin cin (Cheers) – serie TV, episodi 4x02-5x11 (1985-1986)
- Independence, regia di John Patterson – film TV (1987)
- The New Adventures of Beans Baxter – serie TV, episodi 1x06 (1987)
- I miei due papà (My Two Dads) – serie TV, episodio 1x05 (1987)
- New York New York (Cagney & Lacey) – serie TV, episodi 5x21-5x23-7x06 (1986-1987)
- Giorni di fuoco (The Final Days), regia di Richard Pearce – film TV (1989)
- Bandiera a scacchi (Checkered Flag), regia di John Glen e Michael Levine – film TV (1990)
- In viaggio nel tempo (Quantum Leap) – serie TV, episodio 4x01 (1991)
- Gunsmoke: To the Last Man, regia di Jerry Jameson – film TV (1992)
- Rischio di morte (Bloodfist IV: Die Trying), regia di Paul Ziller – film TV (1992)
- Highlander – serie TV, 7 episodi (1992-1993)
- Due poliziotti a Palm Beach (Silk Stalkings) – serie TV, episodio 3x18 (1994)
- University Hospital – serie TV, episodio 1x01 (1995)
- La signora in giallo (Murder, She Wrote) – serie TV, episodio 11x20 (1995)
- Walker Texas Ranger (Walker, Texas Ranger) – serie TV, episodio 4x02 (1995)
- Marshal (The Marshal) – serie TV, episodio 2x05 (1995)
- NYPD - New York Police Department (NYPD Blue) – serie TV, episodio 3x09 (1996)
- High Incident – serie TV, episodi 1x02 (1996)
- E.R. - Medici in prima linea (ER) – serie TV, episodio 4x21 (1998)
- Streghe (Charmed) – serie TV, episodio 2x01 (1999)
- Profiler - Intuizioni mortali (Profiler) – serie TV, episodi 4x05 (1999)
- Da un giorno all'altro (Any Day Now) – serie TV, episodi 3x10 (2000)
- Un detective in corsia (Diagnosis Murder) – serie TV, episodio 8x15 (2001)
- The Agency – serie TV, episodio 1x02 (2001)
- Giudice Amy (Judging Amy) – serie TV, episodi 3x24 (2002)
- The Drew Carey Show – serie TV, episodio 8x01 (2002)
- JAG - Avvocati in divisa (JAG) – serie TV, episodi 4x08-8x03 (1998-2002)
- The Division – serie TV, episodio 3x03 (2003)
- Cold Case - Delitti irrisolti (Cold Case) – serie TV, episodio 1x15 (2004)
- Dexter – serie TV, episodio 1x03 (2006)
- CSI - Scena del crimine (CSI: Crime Scene Investigation) – serie TV, 4 episodi (2001-2011)
- The Division – serie TV, episodio 1x04 (2014)
- Major Crimes – serie TV, episodio 3x06 (2014)
- Mac and Abby – serie TV (2014)
- Murder in the First – serie TV, episodi 3x07-3x08-3x10 (2016)
- The Sandman, regia di Peter Sullivan – film TV (2017)
- All Rise – serie TV, episodio 1x06 (2019)
- High School Crimes & Misdemeanors – serie TV (2020)
- The Rookie – serie TV, 1 episodio (2022)

## Doppiatrici italiane
Nelle versioni in italiano delle opere in cui ha recitato, Amanda Wyss è stata doppiata da:
- Silvia Tognoloni in Fuori di testa
- Silvia Pepitoni in Nightmare - Dal profondo della notte
- Alessandra Cassioli in CSI - Scena del crimine
- Giò Giò Rapattoni in Cold Case - Delitti irrisolti
- Antonella Giannini in Major Crimes
- Alessandra Korompay in All Rise
- Marta Altinier in Station 19